# Mario Vulpiani
Mario Vulpiani (Roma, 15 febbraio 1927) è un direttore della fotografia italiano.
Nel periodo più proficuo della sua carriera, tra la fine degli anni sessanta e i primi settanta, ha collaborato regolarmente con il regista Marco Ferreri, curando la fotografia di film quali Dillinger è morto (1969), L'udienza (1972) e La grande abbuffata (1973).

## Biografia
Mario Vulpiani inizia la propria formazione professionale a fianco dell'operatore Henryk Chroscicki. Nel corso degli anni cinquanta lavora nell'ambito del documentario, sia d'autore che industriale, ricoprendo anche il ruolo di regista.
È proprio Chrosciki, in veste di produttore, a chiamarlo nel 1965 per curare la fotografia di uno degli episodi del film Marcia nuziale, diretto da Marco Ferreri, regista con il quale Vulpiani collabora stabilmente dal 1969 al 1973, per cinque film: Dillinger è morto, Il seme dell'uomo, L'udienza, La cagna e La grande abbuffata. I due si ritroveranno poi un'ultima volta, a distanza di vent'anni, per il penultimo film di Ferreri, Diario di un vizio (1993). 
In quegli stessi anni affianca l'artista Mario Schifano nelle sue esperienze cinematografiche (Satellite del 1968, Umano, non umano e Trapianto consunzione e morte di Franco Brocani del 1969), fotografa il manifesto del cinema militante Vento dell'est e l'unico lungometraggio diretto dal critico Adriano Aprà, Olimpia agli amici (1970).
Lavora anche con Valentino Orsini (L'amante dell'Orsa Maggiore del 1972), Damiano Damiani (Il sorriso del grande tentatore del 1974 e Perché si uccide un magistrato del 1976), Mario Monicelli (Un borghese piccolo piccolo del 1977) e Carlo Lizzani (Fontamara del 1980).
Nella fase successiva della sua carriera, lontana dal cinema di primo piano, spiccano le collaborazioni con Gabriele Lavia: Scandalosa Gilda (1985), Sensi (1986) e La lupa (1996), che nel 1997 gli vale il Premio Gianni Di Venanzo per la miglior fotografia italiana.

## Riconoscimenti
- Premio Gianni Di Venanzo 1997: miglior fotografia italiana - La lupa

## Filmografia
- Cinque leoni un soldo, regia di Aglauco  Casadio (1961)
- Storie sulla sabbia, regia di Riccardo Fellini (1963)
- Marcia nuziale, regia di Marco Ferreri (1965)
- Il giuramento di Zorro, regia di Ricardo Blasco (1965)
- Satellite, regia di Mario Schifano (1968)
- Umano, non umano, regia di Mario Schifano (1969)
- Trapianto consunzione e morte di Franco Brocani, regia di Mario Schifano (1969)
- Dillinger è morto, regia di Marco Ferreri (1969)
- Il seme dell'uomo, regia di Marco Ferreri (1969)
- La notte dei serpenti, regia di Giulio Petroni (1969)
- Quella chiara notte d'ottobre, regia di Massimo Franciosa (1970)
- Olimpia agli amici, regia di Adriano Aprà (1970)
- Vento dell'est (Le vent d'est), regia del Gruppo Dziga Vertov (Jean-Luc Godard, Jean-Pierre Gorin e Gérard Martin) (1970)
- Il mio nome è Mallory... M come morte, regia di Mario Moroni (1971)
- L'udienza, regia di Marco Ferreri (1971)
- Lui per lei, regia di Claudio Rispoli (1972)
- L'amante dell'Orsa Maggiore, regia di Valentino Orsini (1972)
- Senza famiglia, nullatenenti cercano affetto, regia di Vittorio Gassman (1972)
- La cagna, regia di Marco Ferreri (1972)
- Il grande duello, regia di Giancarlo Santi (1972)
- Sepolta viva, regia di Aldo Lado (1973)
- Gli amici degli amici hanno saputo, regia di Fulvio Marcolin (1973)
- La grande abbuffata (La grande bouffe), regia di Marco Ferreri (1973)
- Il sorriso del grande tentatore, regia di Damiano Damiani (1974)
- E cominciò il viaggio nella vertigine, regia di Toni De Gregorio (1974)
- Permettete signora che ami vostra figlia?, regia di Gian Luigi Polidoro (1974)
- Vai gorilla, regia di Tonino Valerii (1975)
- La legge violenta della squadra anticrimine, regia di Stelvio Massi (1976)
- Perché si uccide un magistrato, regia di Damiano Damiani (1976)
- Mark colpisce ancora, regia di Stelvio Massi (1976)
- Un borghese piccolo piccolo, regia di Mario Monicelli (1977)
- Fontamara, regia di Carlo Lizzani (1977)
- Il gatto dagli occhi di giada, regia di Antonio Bido (1977)
- Il mostro, regia di Luigi Zampa (1977)
- Tutto suo padre, regia di Maurizio Lucidi (1978)
- Solamente nero, regia di Antonio Bido (1978)
- Org, regia di Fernando Birri (1978)
- Questo sì che è amore, regia di Filippo Ottoni (1978)
- Dedicato al mare Egeo, regia di Masuo Ikeda (1979)
- L'infermiera di notte, regia di Mariano Laurenti (1979)
- L'uomo puma, regia di Alberto De Martino (1980)
- La locandiera, regia di Paolo Cavara (1980)
- La dottoressa ci sta col colonnello, regia di Michele Massimo Tarantini (1980)
- Lacrime napulitane, regia di Ciro Ippolito (1981)
- Crema, cioccolata e... paprika, regia di Michele Massimo Tarantini (1981)
- Zitto quando parli, regia di Philippe Clair (1981)
- Roma dalla finestra, regia di Masuo Ikeda (1982)
- Due ore meno un quarto avanti Cristo (Deux heures moins le quart avant Jésus-Christ), regia di Jean Yanne (1982)
- Plus beau que moi, tu meurs, regia di Philippe Clair (1982)
- Bugie bianche, regia di Stefano Rolla (1983)
- Il codice Rebecca (The Key to Rebecca), regia di David Hemmings - miniserie TV (1985)
- Scandalosa Gilda, regia di Gabriele Lavia (1985)
- Desiderando Giulia, regia di Andrea Barzini (1985)
- Sensi, regia di Gabriele Lavia (1986)
- Un'isola, regia di Carlo Lizzani (1986) (TV)
- La vita leggendaria di Ernest Hemingway (The Legendary Life of Ernest Hemingway), regia di José María Sánchez - miniserie TV (1988)
- Burro, regia di José María Sánchez (1989)
- Bangkok... solo andata, regia di Fabrizio Lori (1989)
- Non più di uno, regia di Berto Pelosso (1990)
- Un metro all'alba, regia di Fabrizio Lori (1990)
- Non aprire all'uomo nero, regia di Giulio Questi (1990) (TV)
- Il giorno del porco, regia di Sergio Pacelli (1992)
- Bugie rosse, regia di Pierfrancesco Campanella (1993)
- Diario di un vizio, regia di Marco Ferreri (1993)
- Castle Freak, regia di Stuart Gordon (1995)
- La lupa, regia di Gabriele Lavia (1996)
- Volare!, regia di Vittorio De Sisti (1997)
- Piovuto dal cielo, regia di José María Sánchez (2000) (TV)
- La tassinara, regia di José María Sánchez (2004) (TV)